# 鴨龍端
鴨龍端（アムニョンダン、チョソングル：압룡단）は朝鮮民主主義人民共和国江原道通川郡君山里北東海岸の岬。別名鴨龍串（アムニョンゴッ、압룡곶）または鶴龍端（ハンニョンダン、학룡단）。

## 地理
低い丘になっており、鬱蒼とした松が森をなす景勝地である。激しく屈曲し起伏した海岸線は岩が剥きだしの絶壁で、岩礁が見られる。岬の南40mには潟湖である洞庭湖があり、北西に約1km離れて国島（국섬）がある。

## 産業
沖はカレイ、ホッケ、ハタハタ、タコ、ナマコ、ハマグリなど水産資源が豊富である。